# Radicaal 14
Van de in totaal 214 Kangxi-radicalen heeft radicaal 14 de betekenis bedekking. Het is een van de drieëntwintig radicalen die bestaan uit twee strepen. 
In het Kangxi-woordenboek zijn er dertig karakters die dit radicaal gebruiken.

## Karakters met het radicaal 14
| Strepen | Karakter             |
| ------- | -------------------- |
| + 0     | 冖                   |
| + 2     | 冗 冘                |
| + 3     | 写 冚                |
| + 4     | 农                   |
| + 5     | 军 冝                |
| + 6     | 冞                   |
| + 7     | 冟 冠                |
| + 8     | 冡 冢 冣 冤 冥 冦 冧 |
| + 9     | 冨                   |
| + 12    | 冩                   |
| + 14    | 冪                   |